# Conopeu
Conopeu é o véu que se cobre o tabernáculo (sacrário) onde se encontra a eucaristia.